# Carl Theodore Liebermann
Carl Theodore Liebermann (23 de febrer de 1842, Berlín, Prússia - 28 de desembre de 1914, Berlín, Alemanya) fou un químic alemany descobridor de la síntesi de l'alitzarina.

## Biografia
Liebermann estudià a la Universitat de Heidelberg amb Robert Wilhelm Bunsen. Després s'uní al grup d'Adolf von Baeyer a la Universitat de Berlín, on es doctorà l'any 1865. Després de la seva habilitació el 1870 es convertí en professor a la Universitat de Berlín, després que Adolf von Baeyer anà a la Universitat d'Estrasburg.

## Obra

Estructura química de l'alitzarina

El 1868, juntament amb Carl James Peter Graebe, Liebermann sintetitzà l'alitzarina, un tint taronja-vermell en 1868. El 1826, el químic francès Pierre Jean Robiquet havia aïllat de l'arrel d'una planta, l'alitzarina. El 1868 Liebermann descobrí que l'alitzarina es pot reduir a la forma d'antracè, que és un element abundant en el quitrà de carbó, la qual cosa li obrí el camí per a la seva síntesi. La patent de Liebermann i Graebe per a la síntesi de l'alitzarina a partir de l'antracè es presentà un dia abans de la patent de William Henry Perkin. La síntesi és una cloració o bromació de l'antracè amb una posterior oxidació. La cooperació amb BASF i especialment amb Heinrich Car permeteren la producció a gran escala de l'alitzarina.